# Llista de topònims de Riudaura
Llista de topònims (noms propis de lloc) del municipi de Riudaura, a la Garrotxa
Informació actualitzada per un bot. Els canvis manuals es perdran quan s'actualitzi!

## casa
| imatge | Nom                                                 | Ubicat a | instància de | Detalls                                  | coordenades                                                                                 | Protecció                                  | Commons (més fotos)                                            | Dades a WD                    |
| ------ | --------------------------------------------------- | -------- | ------------ | ---------------------------------------- | ------------------------------------------------------------------------------------------- | ------------------------------------------ | -------------------------------------------------------------- | ----------------------------- |
|        | Ca la Senyora                                       | Riudaura | casa         |                                          | 42° 11′ 15″ N, 2° 24′ 27″ E / 42.187524°N,2.40761°E ca:carrer de la Terrica, 20             |                                            | Ca la Senyora (Riudaura)                                       | Modifica les dades a Wikidata |
|        | Can Bagó                                            | Riudaura | casa         | Estil: arquitectura popular 19th century | 42° 11′ 20″ N, 2° 24′ 23″ E / 42.1889°N,2.40652°E ca:Pl. Gambeto, 2 581 msnm                | bé cultural d'interès local                | Can Bagó                                                       | Modifica les dades a Wikidata |
|        | Can Barretina                                       | Riudaura | casa         | Estil: arquitectura popular              | 42° 11′ 19″ N, 2° 24′ 26″ E / 42.188676°N,2.407132°E                                        | bé cultural d'interès local                |                                                                | Modifica les dades a Wikidata |
|        | Can Bataller                                        | Riudaura | casa         | Estil: arquitectura popular 17th century | 42° 11′ 20″ N, 2° 24′ 24″ E / 42.189°N,2.4068°E ca:C. Joan Castanyer i Massegur, 7 578 msnm | bé cultural d'interès local                | Can Bataller (Riudaura)                                        | Modifica les dades a Wikidata |
|        | Can Cassaula                                        | Riudaura | casa         | Estil: arquitectura popular              | 42° 11′ 19″ N, 2° 24′ 23″ E / 42.1886°N,2.40646°E                                           | bé integrant del patrimoni cultural català | Can Cassaula (Riudaura)                                        | Modifica les dades a Wikidata |
|        | Can Corda                                           | Riudaura | casa         | Estil: arquitectura popular              | 42° 11′ 19″ N, 2° 24′ 24″ E / 42.1885°N,2.40668°E                                           | bé cultural d'interès local                |                                                                | Modifica les dades a Wikidata |
|        | Can Cuell                                           | Riudaura | casa         | Estil: arquitectura popular              | 42° 11′ 19″ N, 2° 24′ 24″ E / 42.188474°N,2.406756°E                                        | bé cultural d'interès local                |                                                                | Modifica les dades a Wikidata |
|        | Can Mau                                             | Riudaura | casa         | Estil: arquitectura popular              | 42° 11′ 16″ N, 2° 24′ 27″ E / 42.187777°N,2.407372°E ca:C. Terrica, 21 464 msnm             | bé cultural d'interès local                | Can Mau (Riudaura)                                             | Modifica les dades a Wikidata |
|        | Can Miranda                                         | Riudaura | casa         | Estil: arquitectura popular              | 42° 11′ 18″ N, 2° 24′ 25″ E / 42.1884°N,2.4069°E                                            | bé integrant del patrimoni cultural català |                                                                | Modifica les dades a Wikidata |
|        | Casa de Bel                                         | Riudaura | casa         | Estil: arquitectura popular              | 42° 11′ 21″ N, 2° 24′ 27″ E / 42.189029°N,2.407408°E                                        | bé cultural d'interès local                |                                                                | Modifica les dades a Wikidata |
|        | casa a la plaça del Gambeto, 13                     | Riudaura | casa         | Estil: arquitectura popular              | 42° 11′ 19″ N, 2° 24′ 24″ E / 42.188531°N,2.406631°E                                        | bé integrant del patrimoni cultural català |                                                                | Modifica les dades a Wikidata |
|        | casa al carrer Joan Castañer, 11                    | Riudaura | casa         | Estil: arquitectura popular 18th century | 42° 11′ 21″ N, 2° 24′ 26″ E / 42.18903°N,2.407131°E ca:C. Joan Castañer Massegur, 11        | bé integrant del patrimoni cultural català |                                                                | Modifica les dades a Wikidata |
|        | casa al carrer d'Olot, 1                            | Riudaura | casa         | Estil: arquitectura popular              | 42° 11′ 20″ N, 2° 24′ 27″ E / 42.188775°N,2.407604°E                                        | bé integrant del patrimoni cultural català |                                                                | Modifica les dades a Wikidata |
|        | casa al carrer d'Olot, 3                            | Riudaura | casa         | Estil: arquitectura popular              | 42° 11′ 20″ N, 2° 24′ 28″ E / 42.18878°N,2.407704°E                                         | bé integrant del patrimoni cultural català |                                                                | Modifica les dades a Wikidata |
|        | casa al carrer d'Olot, 5                            | Riudaura | casa         | Estil: arquitectura popular              | 42° 11′ 20″ N, 2° 24′ 28″ E / 42.188799°N,2.407794°E                                        | bé integrant del patrimoni cultural català |                                                                | Modifica les dades a Wikidata |
|        | casa al carrer d'Olot, 7                            | Riudaura | casa         | Estil: arquitectura popular              | 42° 11′ 20″ N, 2° 24′ 28″ E / 42.188806°N,2.407903°E                                        | bé integrant del patrimoni cultural català |                                                                | Modifica les dades a Wikidata |
|        | casa al carrer de la Terrica i carrer de l'Església | Riudaura | casa         | Estil: arquitectura popular 17th century | 42° 11′ 16″ N, 2° 24′ 28″ E / 42.187643°N,2.407657°E ca:C. Terrica - c. Església 564 msnm   | bé integrant del patrimoni cultural català | Casa al carrer de la Terrica i carrer de l'Església (Riudaura) | Modifica les dades a Wikidata |

## collada
| imatge | Nom               | Ubicat a                                                   | instància de | Detalls | coordenades                                                                       | Protecció | Commons (més fotos)      | Dades a WD                    |
| ------ | ----------------- | ---------------------------------------------------------- | ------------ | ------- | --------------------------------------------------------------------------------- | --------- | ------------------------ | ----------------------------- |
|        | Coll de Santigosa | Sant Joan de les Abadesses Riudaura Vallfogona de Ripollès | collada      |         | 42° 12′ 40″ N, 2° 19′ 56″ E / 42.21100555555556°N,2.3322555555555553°E 1058 msnm  |           | Coll de Santigosa        | Modifica les dades a Wikidata |
|        | coll de Canes     | Riudaura Vallfogona de Ripollès                            | collada      |         | 42° 11′ 49″ N, 2° 20′ 47″ E / 42.197066666666665°N,2.3463611111111113°E 1120 msnm |           | Coll de Canes (Riudaura) | Modifica les dades a Wikidata |

## edifici
| imatge | Nom                      | Ubicat a | instància de                          | Detalls                                                 | coordenades                                                                         | Protecció                                                                                     | Commons (més fotos)      | Dades a WD                    |
| ------ | ------------------------ | -------- | ------------------------------------- | ------------------------------------------------------- | ----------------------------------------------------------------------------------- | --------------------------------------------------------------------------------------------- | ------------------------ | ----------------------------- |
|        | Centre Cívic de Riudaura | Riudaura | edifici centre cívic Ús: centre cívic | Arquitecte: RCR Arquitectes 1999 Anomenat per: Riudaura | 42° 11′ 18″ N, 2° 24′ 32″ E / 42.1883°N,2.408825°E ca:Pl. dels Tiradors, 1 563 msnm | bé integrant del patrimoni cultural català Inventari del Patrimoni Arquitectònic de Catalunya | Centre Cívic de Riudaura | Modifica les dades a Wikidata |
|        | torre Rodona             | Riudaura | edifici                               | Estil: arquitectura romànica 12nd century               | 42° 11′ 16″ N, 2° 24′ 30″ E / 42.1877°N,2.40847°E ca:Pl. de l'Església 569 msnm     | bé d'interès cultural bé cultural d'interès nacional                                          | Torre Rodona (Riudaura)  | Modifica les dades a Wikidata |

## entitat singular de població
| imatge | Nom                 | Ubicat a | instància de                                                                   | Detalls | coordenades                                                                       | Protecció | Commons (més fotos) | Dades a WD                    |
| ------ | ------------------- | -------- | ------------------------------------------------------------------------------ | ------- | --------------------------------------------------------------------------------- | --------- | ------------------- | ----------------------------- |
|        | Riudaura            | Riudaura | entitat singular de població ens local històric de Catalunya capital municipal | 346 hab | 42° 11′ 18″ N, 2° 24′ 34″ E / 42.18824°N,2.40935°E 563 msnm                       |           |                     | Modifica les dades a Wikidata |
|        | el Bac d'en Deu     | Riudaura | entitat singular de població                                                   | 44 hab  | 42° 11′ 14″ N, 2° 25′ 25″ E / 42.1872192259657°N,2.42374502288765°E 501 msnm      |           |                     | Modifica les dades a Wikidata |
|        | el Clot de la Plana | Riudaura | entitat singular de població                                                   | 37 hab  | 42° 11′ 30″ N, 2° 23′ 07″ E / 42.1916583754875°N,2.38538527505232°E 1006.668 msnm |           |                     | Modifica les dades a Wikidata |
|        | el Solei            | Riudaura | entitat singular de població                                                   | 81 hab  | 42° 11′ 20″ N, 2° 25′ 38″ E / 42.1889122163936°N,2.42730225843567°E 909.893 msnm  |           |                     | Modifica les dades a Wikidata |
|        | la Fajula           | Riudaura | entitat singular de població                                                   | 20 hab  | 42° 11′ 04″ N, 2° 24′ 03″ E / 42.1843544217964°N,2.40073843313012°E 628 msnm      |           |                     | Modifica les dades a Wikidata |

## església
| imatge | Nom                                 | Ubicat a | instància de      | Detalls                      | coordenades                                       | Protecció                                  | Commons (més fotos)     | Dades a WD                    |
| ------ | ----------------------------------- | -------- | ----------------- | ---------------------------- | ------------------------------------------------- | ------------------------------------------ | ----------------------- | ----------------------------- |
|        | Sant Joan de la Font                | Riudaura | església capella  | Estil: arquitectura romànica | 42° 10′ 16″ N, 2° 23′ 41″ E / 42.1712°N,2.39486°E | bé integrant del patrimoni cultural català | Sant Joan de la Font    | Modifica les dades a Wikidata |
|        | monestir de Santa Maria de Riudaura | Riudaura | església monestir | Estil: neoclassicisme        | 42° 11′ 15″ N, 2° 24′ 31″ E / 42.1876°N,2.40867°E | bé cultural d'interès local                | Santa Maria de Riudaura | Modifica les dades a Wikidata |

## masia
| imatge | Nom                     | Ubicat a | instància de | Detalls                           | coordenades                                                                                     | Protecció                   | Commons (més fotos)  | Dades a WD                    |
| ------ | ----------------------- | -------- | ------------ | --------------------------------- | ----------------------------------------------------------------------------------------------- | --------------------------- | -------------------- | ----------------------------- |
|        | Bastons                 | Riudaura | masia        | 1734                              | 42° 11′ 46″ N, 2° 26′ 23″ E / 42.196°N,2.43969°E                                                |                             |                      | Modifica les dades a Wikidata |
|        | Cal Menut               | Riudaura | masia        |                                   | 42° 11′ 54″ N, 2° 26′ 41″ E / 42.1983554117232°N,2.44471935088061°E                             |                             |                      | Modifica les dades a Wikidata |
|        | Cal Miquelet            | Riudaura | masia        |                                   | 42° 11′ 01″ N, 2° 24′ 58″ E / 42.1837221963257°N,2.41611143036538°E                             |                             |                      | Modifica les dades a Wikidata |
|        | Camp de Rodet           | Riudaura | masia        | Superfície: 294m²                 | 42° 12′ 35″ N, 2° 21′ 23″ E / 42.2098°N,2.35649°E 967 msnm                                      |                             |                      | Modifica les dades a Wikidata |
|        | Can Colomina            | Riudaura | masia        |                                   | 42° 11′ 33″ N, 2° 25′ 26″ E / 42.1925251072568°N,2.42397538558219°E                             |                             |                      | Modifica les dades a Wikidata |
|        | Can Dorca               | Riudaura | masia        |                                   | 42° 12′ 26″ N, 2° 21′ 47″ E / 42.2071713569266°N,2.36302990966607°E                             |                             |                      | Modifica les dades a Wikidata |
|        | Can Duch                | Riudaura | masia        | Estil: arquitectura popular       | 42° 11′ 20″ N, 2° 24′ 29″ E / 42.188787°N,2.408152°E                                            | bé cultural d'interès local |                      | Modifica les dades a Wikidata |
|        | Can Molí de la Deu      | Riudaura | masia        |                                   | 42° 11′ 19″ N, 2° 24′ 46″ E / 42.1885952793409°N,2.41271198042429°E                             |                             |                      | Modifica les dades a Wikidata |
|        | Can Negret              | Riudaura | masia        |                                   | 42° 11′ 24″ N, 2° 26′ 34″ E / 42.1899694950461°N,2.44264915075571°E                             |                             |                      | Modifica les dades a Wikidata |
|        | Can Nofre               | Riudaura | masia        |                                   | 42° 11′ 29″ N, 2° 26′ 25″ E / 42.1914886521211°N,2.44020148408696°E                             |                             |                      | Modifica les dades a Wikidata |
|        | Can Pubill              | Riudaura | masia        | Superfície: 756m²                 | 42° 12′ 04″ N, 2° 22′ 20″ E / 42.2012°N,2.37216°E 857 msnm                                      |                             |                      | Modifica les dades a Wikidata |
|        | Can Quel                | Riudaura | masia        | Estil: arquitectura popular       | 42° 11′ 11″ N, 2° 25′ 06″ E / 42.186469°N,2.418461°E                                            | bé cultural d'interès local |                      | Modifica les dades a Wikidata |
|        | Can Quirlo              | Riudaura | masia        |                                   | 42° 11′ 17″ N, 2° 22′ 42″ E / 42.1879818409775°N,2.37833632892862°E                             |                             |                      | Modifica les dades a Wikidata |
|        | Can Ribera              | Riudaura | masia        |                                   | 42° 11′ 09″ N, 2° 26′ 13″ E / 42.1858983321166°N,2.43705377293265°E                             |                             |                      | Modifica les dades a Wikidata |
|        | Can Sabater             | Riudaura | masia        |                                   | 42° 11′ 33″ N, 2° 24′ 21″ E / 42.1926043786321°N,2.40596523253417°E                             |                             |                      | Modifica les dades a Wikidata |
|        | Can Serra               | Riudaura | masia        |                                   | 42° 11′ 10″ N, 2° 24′ 28″ E / 42.1861736239625°N,2.40766029512476°E                             |                             |                      | Modifica les dades a Wikidata |
|        | Can Virosta             | Riudaura | masia        |                                   | 42° 11′ 38″ N, 2° 23′ 37″ E / 42.1939896254026°N,2.39358640425865°E                             |                             |                      | Modifica les dades a Wikidata |
|        | Canova d'en Deu         | Riudaura | masia        |                                   | 42° 11′ 18″ N, 2° 25′ 48″ E / 42.1884483523896°N,2.43000707868968°E                             |                             |                      | Modifica les dades a Wikidata |
|        | Canova de Baix          | Riudaura | masia        |                                   | 42° 12′ 16″ N, 2° 21′ 47″ E / 42.2043709610151°N,2.36313072217915°E                             |                             |                      | Modifica les dades a Wikidata |
|        | Creudepedra             | Riudaura | masia        |                                   | 42° 11′ 18″ N, 2° 25′ 58″ E / 42.1884709840252°N,2.43275595146566°E                             |                             |                      | Modifica les dades a Wikidata |
|        | Gorrinc                 | Riudaura | masia        |                                   | 42° 11′ 17″ N, 2° 25′ 44″ E / 42.1880918214652°N,2.42894456698398°E                             |                             |                      | Modifica les dades a Wikidata |
|        | Mas Capdevila           | Riudaura | masia        |                                   | 42° 11′ 29″ N, 2° 23′ 11″ E / 42.1915110457141°N,2.3864645848036°E                              |                             |                      | Modifica les dades a Wikidata |
|        | Mas Castanyer           | Riudaura | masia        |                                   | 42° 12′ 06″ N, 2° 22′ 18″ E / 42.2016614818564°N,2.37155222318366°E                             |                             |                      | Modifica les dades a Wikidata |
|        | Mas Cursac              | Riudaura | masia        |                                   | 42° 11′ 09″ N, 2° 24′ 09″ E / 42.1858049004061°N,2.40255333718422°E                             |                             |                      | Modifica les dades a Wikidata |
|        | Mas Fajula              | Riudaura | masia        |                                   | 42° 11′ 06″ N, 2° 24′ 05″ E / 42.185024°N,2.401414°E la Fajula 625 msnm                         |                             | Mas Fajula           | Modifica les dades a Wikidata |
|        | Mas Ferrer              | Riudaura | masia        |                                   | 42° 11′ 43″ N, 2° 26′ 12″ E / 42.1952989790343°N,2.4366554437682°E                              |                             |                      | Modifica les dades a Wikidata |
|        | Mas Plantaler           | Riudaura | masia        |                                   | 42° 11′ 25″ N, 2° 24′ 12″ E / 42.1901501471381°N,2.4033601734226°E                              |                             |                      | Modifica les dades a Wikidata |
|        | Mas Sojorn              | Riudaura | masia        |                                   | 42° 11′ 39″ N, 2° 26′ 27″ E / 42.1940308655676°N,2.44069984549443°E                             |                             |                      | Modifica les dades a Wikidata |
|        | Mas de la Deu           | Riudaura | masia        |                                   | 42° 11′ 44″ N, 2° 24′ 53″ E / 42.1955041299376°N,2.41467068842068°E                             |                             |                      | Modifica les dades a Wikidata |
|        | Massegur                | Riudaura | masia        |                                   | 42° 11′ 39″ N, 2° 25′ 16″ E / 42.194179489867°N,2.4211526241912°E                               |                             |                      | Modifica les dades a Wikidata |
|        | Molí de Massegur        | Riudaura | masia        |                                   | 42° 11′ 39″ N, 2° 25′ 08″ E / 42.1940936204473°N,2.41889851922651°E                             |                             |                      | Modifica les dades a Wikidata |
|        | Peiroló                 | Riudaura | masia        |                                   | 42° 11′ 41″ N, 2° 26′ 29″ E / 42.1947276860286°N,2.44138406628221°E                             |                             |                      | Modifica les dades a Wikidata |
|        | Plantalec               | Riudaura | masia        |                                   | 42° 11′ 50″ N, 2° 25′ 29″ E / 42.1971403848586°N,2.42478132099688°E                             |                             |                      | Modifica les dades a Wikidata |
|        | Toronell                | Riudaura | masia        |                                   | 42° 11′ 27″ N, 2° 25′ 11″ E / 42.1908370401917°N,2.41963078295083°E                             |                             |                      | Modifica les dades a Wikidata |
|        | el Bac                  | Riudaura | masia        |                                   | 42° 11′ 12″ N, 2° 24′ 54″ E / 42.1865712076566°N,2.41493475385112°E                             |                             |                      | Modifica les dades a Wikidata |
|        | el Bac de Davant        | Riudaura | masia        |                                   | 42° 11′ 52″ N, 2° 22′ 32″ E / 42.1977198274845°N,2.37541874255156°E                             |                             |                      | Modifica les dades a Wikidata |
|        | el Bover                | Riudaura | masia        |                                   | 42° 11′ 31″ N, 2° 23′ 40″ E / 42.192°N,2.39448333°E el Clot de la Plana 651 msnm                |                             |                      | Modifica les dades a Wikidata |
|        | el Bruc                 | Riudaura | masia        |                                   | 42° 12′ 08″ N, 2° 22′ 23″ E / 42.2023549361583°N,2.37319273334824°E                             |                             |                      | Modifica les dades a Wikidata |
|        | el Clavetaire           | Riudaura | masia        |                                   | 42° 11′ 35″ N, 2° 24′ 38″ E / 42.1931140617572°N,2.41049010414682°E                             |                             |                      | Modifica les dades a Wikidata |
|        | el Cortils              | Riudaura | masia        | Superfície: 501m²                 | 42° 10′ 35″ N, 2° 22′ 55″ E / 42.17644444°N,2.38198611°E 880 msnm                               |                             |                      | Modifica les dades a Wikidata |
|        | el Cortès               | Riudaura | masia        |                                   | 42° 11′ 17″ N, 2° 25′ 34″ E / 42.1879689429954°N,2.42597863212779°E                             |                             |                      | Modifica les dades a Wikidata |
|        | el Fuster de la Corda   | Riudaura | masia        |                                   | 42° 11′ 18″ N, 2° 26′ 41″ E / 42.1884395208068°N,2.44473348058788°E                             |                             |                      | Modifica les dades a Wikidata |
|        | el Gironès              | Riudaura | masia        |                                   | 42° 11′ 37″ N, 2° 24′ 45″ E / 42.1935743596115°N,2.41243576793855°E                             |                             |                      | Modifica les dades a Wikidata |
|        | el Mas Blanc            | Riudaura | masia        |                                   | 42° 11′ 21″ N, 2° 26′ 04″ E / 42.189290246656°N,2.43451677774758°E                              |                             |                      | Modifica les dades a Wikidata |
|        | el Mas Gros             | Riudaura | masia        |                                   | 42° 11′ 39″ N, 2° 25′ 52″ E / 42.1942448703392°N,2.43110559459349°E                             |                             |                      | Modifica les dades a Wikidata |
|        | el Pujol                | Riudaura | masia        |                                   | 42° 11′ 10″ N, 2° 24′ 34″ E / 42.1859761646095°N,2.40953918635874°E                             |                             |                      | Modifica les dades a Wikidata |
|        | el Refugi dels Plans    | Riudaura | masia        |                                   | 42° 10′ 17″ N, 2° 21′ 41″ E / 42.1714614174606°N,2.36142696841559°E                             |                             |                      | Modifica les dades a Wikidata |
|        | el Roquer               | Riudaura | masia        | Estil: arquitectura popular 1800s | 42° 11′ 45″ N, 2° 24′ 10″ E / 42.1958°N,2.40276°E 701 msnm                                      | bé cultural d'interès local |                      | Modifica les dades a Wikidata |
|        | el Roure                | Riudaura | masia        |                                   | 42° 11′ 35″ N, 2° 26′ 14″ E / 42.1930323983233°N,2.43726902836607°E                             |                             |                      | Modifica les dades a Wikidata |
|        | el Senyalet             | Riudaura | masia        |                                   | 42° 11′ 33″ N, 2° 25′ 43″ E / 42.1925930323068°N,2.4285528225354°E                              |                             |                      | Modifica les dades a Wikidata |
|        | el Soler                | Riudaura | masia        |                                   | 42° 11′ 16″ N, 2° 24′ 10″ E / 42.1876705684336°N,2.40281430669195°E                             |                             |                      | Modifica les dades a Wikidata |
|        | el Soler Petit          | Riudaura | masia        |                                   | 42° 11′ 15″ N, 2° 24′ 07″ E / 42.187422741215°N,2.40192047998406°E                              |                             |                      | Modifica les dades a Wikidata |
|        | els Cortals             | Riudaura | masia        |                                   | 42° 11′ 09″ N, 2° 22′ 22″ E / 42.185819644845°N,2.3727895388101°E                               |                             |                      | Modifica les dades a Wikidata |
|        | els Pujolassos          | Riudaura | masia        |                                   | 42° 11′ 11″ N, 2° 25′ 23″ E / 42.1864057722092°N,2.4231711272876°E                              |                             |                      | Modifica les dades a Wikidata |
|        | la Badenca              | Riudaura | masia        |                                   | 42° 11′ 24″ N, 2° 24′ 05″ E / 42.1898873198796°N,2.40131593154207°E                             |                             |                      | Modifica les dades a Wikidata |
|        | la Cantina              | Riudaura | masia        |                                   | 42° 12′ 13″ N, 2° 22′ 45″ E / 42.2035049180381°N,2.37929859601793°E                             |                             |                      | Modifica les dades a Wikidata |
|        | la Casa Nova del Roquer | Riudaura | masia        |                                   | 42° 11′ 50″ N, 2° 24′ 42″ E / 42.1973254679138°N,2.41155316894012°E                             |                             |                      | Modifica les dades a Wikidata |
|        | la Casanova             | Riudaura | masia        |                                   | 42° 11′ 00″ N, 2° 22′ 01″ E / 42.1834256833314°N,2.36699804412116°E                             |                             |                      | Modifica les dades a Wikidata |
|        | la Caseta               | Riudaura | masia        |                                   | 42° 11′ 43″ N, 2° 24′ 25″ E / 42.1952489905801°N,2.40707897110719°E                             |                             |                      | Modifica les dades a Wikidata |
|        | la Corda                | Riudaura | masia        |                                   | 42° 11′ 21″ N, 2° 26′ 12″ E / 42.1890756443331°N,2.4366622638253°E                              |                             |                      | Modifica les dades a Wikidata |
|        | la Font d'en Dorca      | Riudaura | masia        |                                   | 42° 12′ 23″ N, 2° 21′ 33″ E / 42.206459174646°N,2.3592602559734°E                               |                             |                      | Modifica les dades a Wikidata |
|        | la Noguereda            | Riudaura | masia        |                                   | 42° 11′ 41″ N, 2° 26′ 21″ E / 42.1946535935986°N,2.43911984029751°E                             |                             |                      | Modifica les dades a Wikidata |
|        | la Plana de Croanyes    | Riudaura | masia        |                                   | 42° 11′ 17″ N, 2° 22′ 45″ E / 42.1881839046278°N,2.3790609731122°E el Clot de la Plana 765 msnm |                             | La Plana de Croanyes | Modifica les dades a Wikidata |
|        | la Riba                 | Riudaura | masia        |                                   | 42° 11′ 45″ N, 2° 23′ 56″ E / 42.1957916994218°N,2.39887416946025°E                             |                             |                      | Modifica les dades a Wikidata |
|        | la Rovirota             | Riudaura | masia        |                                   | 42° 11′ 30″ N, 2° 23′ 10″ E / 42.1917608768913°N,2.38602616950885°E                             |                             |                      | Modifica les dades a Wikidata |
|        | la Serra                | Riudaura | masia        |                                   | 42° 11′ 10″ N, 2° 24′ 36″ E / 42.186068964762°N,2.4100711629699°E                               |                             |                      | Modifica les dades a Wikidata |
|        | la Serrota              | Riudaura | masia        |                                   | 42° 11′ 48″ N, 2° 24′ 15″ E / 42.196794415724°N,2.4041720466807°E                               |                             |                      | Modifica les dades a Wikidata |
|        | la Serrota de Baix      | Riudaura | masia        |                                   | 42° 11′ 51″ N, 2° 24′ 31″ E / 42.1975172182615°N,2.40855967896996°E                             |                             |                      | Modifica les dades a Wikidata |
|        | la Serrota de Dalt      | Riudaura | masia        |                                   | 42° 11′ 51″ N, 2° 24′ 29″ E / 42.197523975288°N,2.4081235770838°E                               |                             |                      | Modifica les dades a Wikidata |
|        | la Terme                | Riudaura | masia        |                                   | 42° 11′ 36″ N, 2° 26′ 47″ E / 42.1933735576677°N,2.44630111047734°E                             |                             |                      | Modifica les dades a Wikidata |
|        | la Teuleria             | Riudaura | masia        |                                   | 42° 11′ 50″ N, 2° 26′ 21″ E / 42.1971312300211°N,2.43930383718868°E                             |                             |                      | Modifica les dades a Wikidata |
|        | les Empares             | Riudaura | masia        |                                   | 42° 12′ 39″ N, 2° 21′ 56″ E / 42.2108418030326°N,2.36553712420201°E                             |                             |                      | Modifica les dades a Wikidata |
|        | les Esposes             | Riudaura | masia        |                                   | 42° 11′ 46″ N, 2° 23′ 11″ E / 42.196023°N,2.386342°E 150 msnm                                   |                             |                      | Modifica les dades a Wikidata |
|        | les Ribes               | Riudaura | masia        |                                   | 42° 11′ 56″ N, 2° 23′ 18″ E / 42.1988977617171°N,2.38844013592327°E                             |                             |                      | Modifica les dades a Wikidata |
|        | les Rodes               | Riudaura | masia        |                                   | 42° 11′ 50″ N, 2° 25′ 20″ E / 42.1971731814062°N,2.42234648597429°E                             |                             |                      | Modifica les dades a Wikidata |

## molí d'aigua
| imatge | Nom               | Ubicat a | instància de | Detalls | coordenades                                                         | Protecció                   | Commons (més fotos)   | Dades a WD                    |
| ------ | ----------------- | -------- | ------------ | ------- | ------------------------------------------------------------------- | --------------------------- | --------------------- | ----------------------------- |
|        | El Molinot        | Riudaura | molí d'aigua |         | 42° 11′ 13″ N, 2° 24′ 27″ E / 42.187069°N,2.407451°E 555 msnm       | bé cultural d'interès local | El Molinot (Riudaura) | Modifica les dades a Wikidata |
|        | Molí de la Deu    | Riudaura | molí d'aigua |         | 42° 11′ 22″ N, 2° 24′ 53″ E / 42.1894699340291°N,2.41467792057513°E |                             |                       | Modifica les dades a Wikidata |
|        | Molí de la Plana  | Riudaura | molí d'aigua |         | 42° 11′ 29″ N, 2° 23′ 08″ E / 42.1912721620425°N,2.38558279267355°E |                             |                       | Modifica les dades a Wikidata |
|        | Molí de les Ribes | Riudaura | molí d'aigua |         | 42° 11′ 47″ N, 2° 23′ 12″ E / 42.1963488682714°N,2.38673270192361°E |                             |                       | Modifica les dades a Wikidata |
|        | el Molinou        | Riudaura | molí d'aigua |         | 42° 11′ 21″ N, 2° 24′ 57″ E / 42.189052952582°N,2.41591704621538°E  |                             |                       | Modifica les dades a Wikidata |

## muntanya
| imatge | Nom                  | Ubicat a                   | instància de | Detalls | coordenades                                                         | Protecció | Commons (més fotos)        | Dades a WD                    |
| ------ | -------------------- | -------------------------- | ------------ | ------- | ------------------------------------------------------------------- | --------- | -------------------------- | ----------------------------- |
|        | Puig Estela          | Riudaura                   | muntanya     |         | 42° 12′ 06″ N, 2° 20′ 49″ E / 42.20167417°N,2.34700556°E 1361 msnm  |           |                            | Modifica les dades a Wikidata |
|        | Puig de Rauta        | la Vall d'en Bas Riudaura  | muntanya cim |         | 42° 10′ 40″ N, 2° 24′ 49″ E / 42.17770278°N,2.41360556°E 951.8 msnm |           |                            | Modifica les dades a Wikidata |
|        | Puig de Sallols      | Riudaura                   | muntanya     |         | 42° 11′ 24″ N, 2° 22′ 02″ E / 42.1901°N,2.36726°E 1211.5 msnm       |           |                            | Modifica les dades a Wikidata |
|        | Puigsespunya         | la Vall de Bianya Riudaura | muntanya     |         | 42° 12′ 10″ N, 2° 23′ 18″ E / 42.20286389°N,2.38825°E 1041.5 msnm   |           |                            | Modifica les dades a Wikidata |
|        | Sant Miquel del Mont | Riudaura la Vall de Bianya | muntanya     |         | 42° 11′ 52″ N, 2° 26′ 48″ E / 42.197876°N,2.446635°E 793 msnm       |           | Sant Miquel del Mont (cim) | Modifica les dades a Wikidata |

## Misc
| imatge | Nom                                        | Ubicat a                                            | instància de      | Detalls                                                              | coordenades                                                                                               | Protecció                                  | Commons (més fotos)                        | Dades a WD                    |
| ------ | ------------------------------------------ | --------------------------------------------------- | ----------------- | -------------------------------------------------------------------- | --- | ------------------------------------------ | ------------------------------------------ | ----------------------------- |
|        | Granges de la Corda                        | Riudaura                                            | granja            |                                                                      | 42° 11′ 15″ N, 2° 26′ 42″ E / 42.1875849520168°N,2.44494683456054°E                                       |                                            |                                            | Modifica les dades a Wikidata |
|        | Pont de Ridaura                            | Riudaura                                            | pont              | Estil: arquitectura popular 17th century Travessa: riera de Riudaura | 42° 11′ 16″ N, 2° 24′ 39″ E / 42.187836°N,2.410878°E Riudaura 544 msnm                                    | bé integrant del patrimoni cultural català | Pont de Ridaura                            | Modifica les dades a Wikidata |
|        | Sepultura de la família Roquer             | Riudaura                                            | sepultura         | Estil: arquitectura eclèctica 19th century                           | 42° 11′ 15″ N, 2° 24′ 31″ E / 42.187463°N,2.408518°E ca:Costat de l'església de Santa Maria 568 msnm      | bé integrant del patrimoni cultural català | Sepultura de la família Roquer             | Modifica les dades a Wikidata |
|        | carrer de Rompeculs                        | Riudaura                                            | carrer            | Estil: arquitectura popular 18th century                             | 42° 11′ 16″ N, 2° 24′ 26″ E / 42.1879°N,2.40718°E ca:C. de la Terrica 567 msnm                            | bé cultural d'interès local                | Carrer de Rompeculs (Riudaura)             | Modifica les dades a Wikidata |
|        | casa consistorial de Riudaura              | Riudaura                                            | casa consistorial |                                                                      | 42° 11′ 19″ N, 2° 24′ 25″ E / 42.1886617°N,2.4068813°E                                                    |                                            |                                            | Modifica les dades a Wikidata |
|        | creu de l'entrada al cementiri de Riudaura | Riudaura                                            | creu monumental   | Estil: arquitectura popular 18th century                             | 42° 11′ 15″ N, 2° 24′ 30″ E / 42.1876°N,2.408307°E ca:Entrada del cementiri 568 msnm                      | bé integrant del patrimoni cultural català | Creu de l'entrada al cementiri de Riudaura | Modifica les dades a Wikidata |
|        | font de Joan                               | Riudaura                                            | font              |                                                                      | 42° 10′ 17″ N, 2° 23′ 41″ E / 42.171527472568°N,2.3947235640718°E 805 msnm                                |                                            | Font de Joan                               | Modifica les dades a Wikidata |
|        | pallissa de Can Bagó                       | Riudaura                                            | cabana            | Estil: arquitectura popular                                          | 42° 11′ 21″ N, 2° 24′ 23″ E / 42.189188°N,2.406345°E                                                      | bé cultural d'interès local                |                                            | Modifica les dades a Wikidata |
|        | plaça del Gambeto                          | Riudaura                                            | plaça             |                                                                      | 42° 11′ 19″ N, 2° 24′ 25″ E / 42.188551°N,2.406876°E 577 msnm                                             | bé cultural d'interès local                | Plaça del Gambeto                          | Modifica les dades a Wikidata |
|        | riera de Riudaura                          | Riudaura Olot la Vall de Bianya Sant Joan les Fonts | curs d'aigua      | Desemboca: riera de Bianya Llarg: 15km                               | 42° 11′ 52″ N, 2° 20′ 54″ E / 42.197721°N,2.348464°E 42° 13′ 00″ N, 2° 29′ 10″ E / 42.216537°N,2.486089°E |                                            | Riera de Riudaura                          | Modifica les dades a Wikidata |
|        | serra de Puig d'Estela                     | Riudaura Vallfogona de Ripollès                     | serra             | Anomenat per: Puig Estela                                            | 42° 12′ 14″ N, 2° 19′ 31″ E / 42.2038°N,2.32521°E 1361.3 msnm                                             |                                            |                                            | Modifica les dades a Wikidata |